# Przełęcz Pod Działem
Przełęcz Pod Działem – przełęcz na wysokości 1020 m n.p.m. w południowo-zachodniej Polsce w Górach Bialskich w Sudetach Wschodnich.

## Położenie
Przełęcz, położona na granicy polsko-czeskiej, w południowo-wschodniej części Gór Bialskich w Sudetach Wschodnich, około 3,9 km, na południowy wschód od wioski Bielice.

## Charakterystyka
Jest to mało znacząca przełęcz górska na terenie Śnieżnickiego Parku Krajobrazowego. Przełęcz stanowi wyraźne szerokie siodło, płytko wcinające się między wzniesienia, Palaš po południowo-wschodniej stronie i Dział po północno-zachodniej stronie, wznoszących się w grzbiecie odchodzącym na południowy wschód od Rudawca. Przełęcz charakteryzuje się obszerną prawie poziomą powierzchnią oraz łagodnymi symetrycznymi zboczami i stromymi podejściami schodzącymi w kierunku dolin górskich potoków. Po północno-zachodniej stronie poniżej przełęczy przebiega stara droga „Dukt Nad Spławami” wybudowaną na przełomie XIX-XX wieku jako jedna z pierwszych leśnych dróg w dobrach klucza strońskiego należącego do królewny Marianny Orańskiej.

## Budowa geologiczna
Podłoże przełęczy zbudowane jest ze skał metamorficznych łupków łyszczykowych i gnejsów gierałtowskich. Szczyt i zbocza wzniesienia pokrywa niewielkiej grubości warstwa młodszych osadów: glin, żwirów, piasków i lessów z okresu zlodowaceń plejstoceńskich oraz osadów powstałych w chłodnym, peryglacjalnym klimacie.

## Roślinność
Najbliższe otoczenie przełęczy jest słabo zalesione porośnięte borówką brusznicą i borówką czarną. W obrębie przełęczy rosną skarłowaciałe resztki lasu świerkowego. Niższe partie przełęczy porasta w większości naturalny las świerkowy regla dolnego z niewielką domieszką drzew liściastych a w partiach szczytowych regla górnego. Okoliczne wzniesienie oraz teren przełęczy pod koniec XX wieku dotknęły zniszczenia wywołane katastrofą ekologiczną w Sudetach. Obecnie w miejscach zniszczonego drzewostanu porasta świerkowy młodnik.

## Inne
- Przez przełęcz przebiega granica polsko-czeska.
- Na południowo-zachodnim zboczu poniżej po czeskiej stronie położone jest źródło dopływu Kunčický'ego potoku a po północno-zachodniej stronie poniżej przełęczy ma źródła górski potok Krótki Spław lewy dopływ Białej Lądeckiej.

## Ciekawostki
- Przełęcz stanowi teren dziki i niecywilizowany, z rzadkimi gatunkami flory i fauny.
- Przez przełęcz przebiega kontynentalny dział wód oddzielający zlewisko Morza Bałtyckiego i Czarnego[1].
- Wysokości wzniesień i przełęczy w rejonie Gór Bialskich i częściowo w Górach Złotych nie są dokładnie określone, materiały źródłowe oraz mapy podają różne wysokości różniące się nawet o kilka metrów.
- W bliskiej odległości od najniżej położonego punktu przełęczy stoi słupek graniczny nr III/48/3.
- Po II wojnie światowej przez przełęcz, wzdłuż granicy państwowej prowadził szeroki zaorany pas graniczny.

## Turystyka
- Przełęcz nie jest oznakowana i do przełęczy nie prowadzi żaden znakowany szlak turystyczny.
- Przez przełęcz prowadzi polski i czeski narciarski szlak biegowy.
- Do przełęczy można dojść wąskim pasem pozbawionym drzew prowadzącym wzdłuż granicy państwa, od strony Iwinki, lub leśną ścieżką od strony Duktu nad Spławami.
- Przełęcz położona jest na rozległym słabo zalesionym terenie i stanowi punkt widokowy z ograniczonym widokiem.